# 로테루스
로테루스(라틴어: Lotherus)는 삭소 그라마티쿠스의 《데인인의 사적》에 나오는 데인인의 극초기 왕들 중 하나이다. 단 1세의 아들이며 훔블루스와 형제이다. 부왕이 죽자 선거를 통해 훔블루스가 왕으로 선출되었으나 로테루스가 쿠데타를 일으켜 형을 축출시켰다. 그러나 로테루스는 폭정을 펼쳤고 반란이 일어나 목숨을 잃었다.
| 전임 훔블루스 | 제3대 데인인의 왕 | 후임 스쿌드 |